# Porella amoena
Porella amoena là một loài rêu tản trong họ Porellaceae. Loài này được (Colenso ex Stephani) S. Hatt. miêu tả khoa học lần đầu tiên năm 1971.